# 1788 az irodalomban
Az 1788. év az irodalomban.

## Események

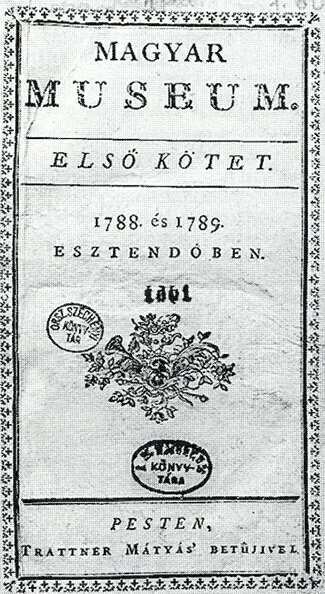
A Magyar Museum címlapja

- nyár – Megjelenik Kassán az első magyar nyelvű folyóirat, a Magyar Museum. Kazinczy Ferenc, Baróti Szabó Dávid és Batsányi János közösen indítja el az évnegyedes folyóiratot. A kiadvány azonban nem tudott kibontakozni: öt év alatt csak nyolc füzete jelent meg, és 1792-ben megszűnt.[1]

## Megjelent új művek

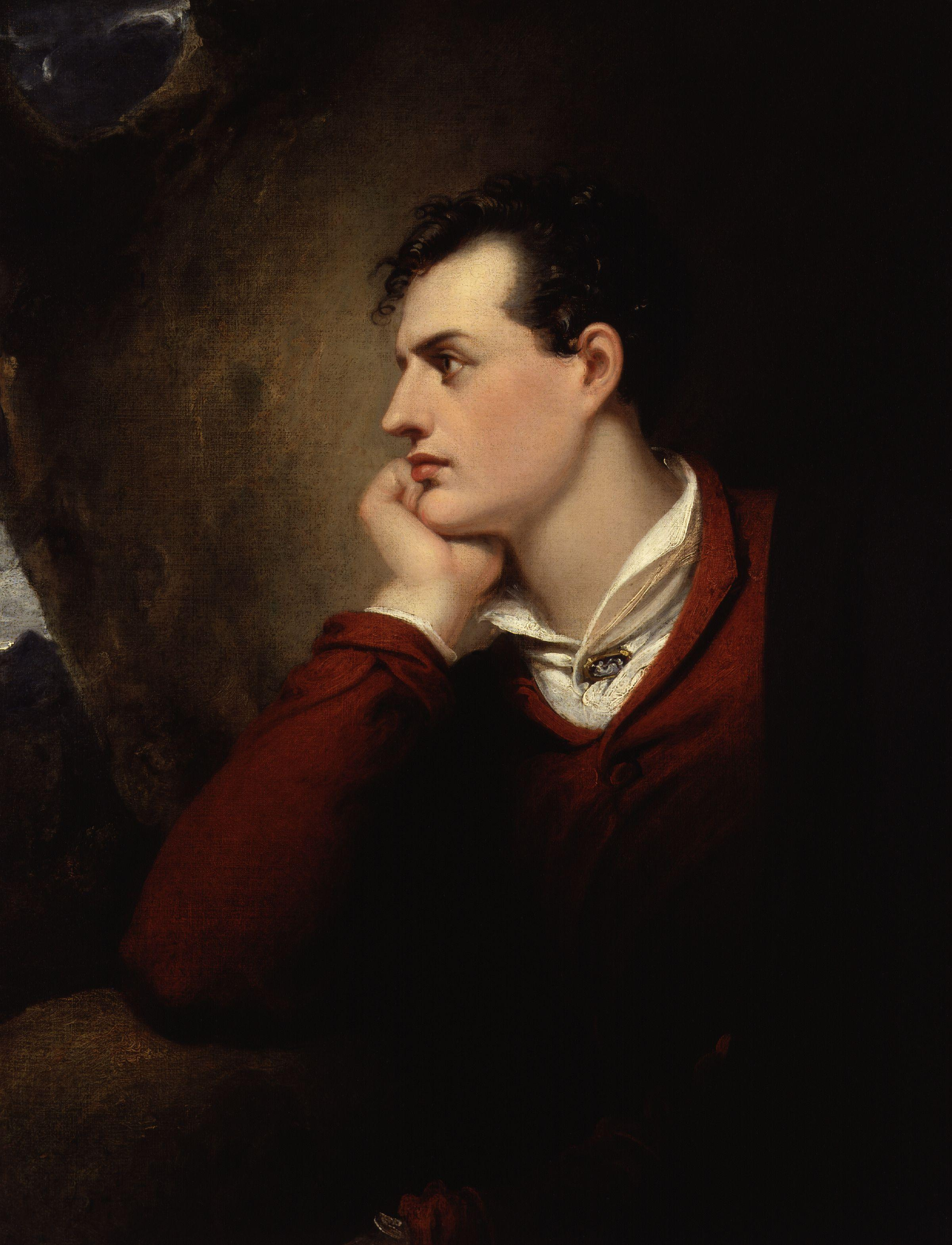
George Byron

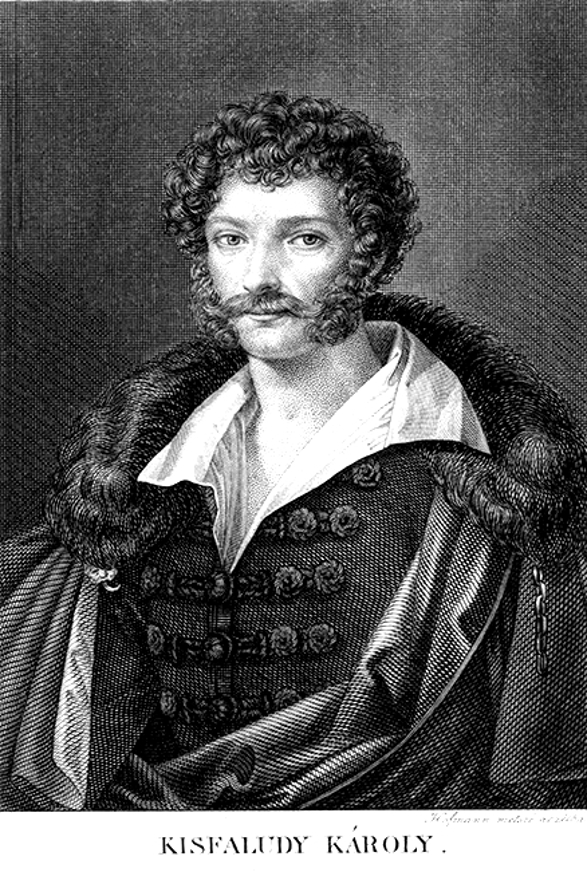
Kisfaludy Károly

- Bernardin de Saint-Pierre nevezetes kisregénye: Paul et Virginie (Pál és Virginia).[2] (Vagy 1787-ben.)[3]
- Edward Gibbon hatkötetes történettudományi munkájának (1776–1788) utolsó három kötete: The History of the Decline and Fall of the Roman Empire (A Római Birodalom hanyatlásának és bukásának története).
- Immanuel Kant erkölcsfilozófiai műve: A gyakorlati ész kritikája (Kritik der praktischen Vernunft).

### Dráma
- Megjelenik nyomtatásban az Egmont, Johann Wolfgang von Goethe tragédiája.

### Magyar irodalom
- Napvilágot lát az első eredeti magyar regény, Dugonics András Etelkája, teljes címén: Etelka, egy igen ritka magyar kis-asszony Világas-Váratt, Árpád és Zoltán fejedelmink ideikben.
- Kazinczy Ferenc kiadja Salomon Gessner Idilljei-nek fordítását.

## Születések
- január 22. – George Byron, az angol romantikus költészet – Percy Bysshe Shelley és John Keats mellett – legismertebb képviselője († 1824)
- január 31. – Felice Romani olasz költő és librettista († 1865)
- február 5. – Kisfaludy Károly költő, író, drámaíró, a magyar vígjáték megteremtője, a reformkor kezdetén az irodalmi élet fő szervezője († 1830)
- március 10. – Joseph von Eichendorff német romantikus költő († 1857)

## Halálozások
- március 2. – Salomon Gessner német nyelvű svájci költő és festőművész; a maga korában különösen népszerűek voltak idilljei (* 1730)